# گل‌محمد صالحی سلح چینی
گل‌محمد صالحی سلح چینی (زادهٔ ۲۸ بهمن ۱۳۴۱ در لردگان) نمایندهٔ حوزهٔ انتخابیهٔ لردگان در دورهٔ ششم مجلس شورای اسلامی بوده‌است.